# Geysar Kashiyeva
Geysar Seyfulla qizi Kashiyeva (azerbaijano: Qeysər Kaşıyeva) (Tiflis, 7 de junho de 1893 - Baku, 17 de abril de 1972) foi uma pintora do Azerbaijão. É considerada a primeira pintora profissional feminina na história do Azerbaijão.

## Vida e contribuições
Ela nasceu em Tiflis (agora Tbilisi, a capital da Geórgia) na família de um oficial azeri do exército imperial russo. Em 1907-1908, ela fez um curso de pintura profissional na Sociedade Artística do Cáucaso, onde foi ensinada por Oscar Schmerling (que mais tarde trabalhou como caricaturista para a revista em língua azeri Molla Nasraddin). Seus primeiros trabalhos foram pintados em aquarela, lápis, tinta ou carvão. Entre eles estão Retrato de Goncharov (1909), Um intelectual muçulmano (1912), Lakeshore (1914), Baba Yaga (1915), etc. Ela também projetou cartazes enquanto trabalhava na Sociedade Benevolente Caucasiana das Mulheres Muçulmanas. Em 1916 ela se casou com o coronel Shirin bey Kasamanski, que estava passando por tratamento médico em Tiflis após ter sido ferido em uma das batalhas durante a Primeira Guerra Mundial. Ele morreu logo após a guerra, em 1919. Sua única filha, Layya, mais tarde se tornou química e morreu em 1994.[carece de fontes?]
Após a criação da República Democrática do Azerbaijão em 1918, Kashiyeva mudou-se para Baku. Após a sovietização, ela deu aulas de arte e trabalhou como ilustradora para a revista Sharg Gadini. Na década de 1930, ela se casou com Zulfugar Seyidbeyli, um membro ativo do Partido Comunista do Azerbaijão. Em 1938, Seyidbeyli foi preso por motivos políticos e deportado junto com Kashiyeva da Rússia européia. Ela retornou ao Azerbaijão na década de 1950 e mais uma vez se envolveu em trabalhos artísticos. Ela morreu em 1972, aos 78 anos. Suas obras estão preservadas no Museu de Belas Artes de Baku.[carece de fontes?]